# Wright-Pass
Der Wright-Pass ist ein verschneiter Gebirgspass an der Walgreen-Küste des westantarktischen Marie-Byrd-Lands. Auf der Bear-Halbinsel verläuft er westlich der Jones Bluffs in nord-südlicher Richtung über eine Länge von 5 km zwischen der Mündung des Holt-Gletschers und dem Mayo Peak.
Der United States Geological Survey kartierte ihn anhand von Luftaufnahmen der United States Navy aus dem Jahr 1966. Das Advisory Committee on Antarctic Names benannte ihn 1977 nach Petty Officer William L. Wright von der US Navy, der bis 1977 an sieben Kampagnen der Operation Deep Freeze beteiligt und dabei unter anderem für den Materialtransport über den McMurdo-Sund zu den Antarktischen Trockentälern verantwortlich war.